# Mattias Asper
Nils Mattias Joacim Asper (Sölvesborg, 20 marzo 1974) è un ex calciatore svedese, di ruolo portiere.

## Palmarès

### Club

#### Competizioni nazionali
- Campionato svedese: 2

AIK: 1998
Malmö: 2004
- Coppa di Svezia: 1

AIK: 1998-1999
- Superettan: 1

Mjällby: 2009